# 丙吉

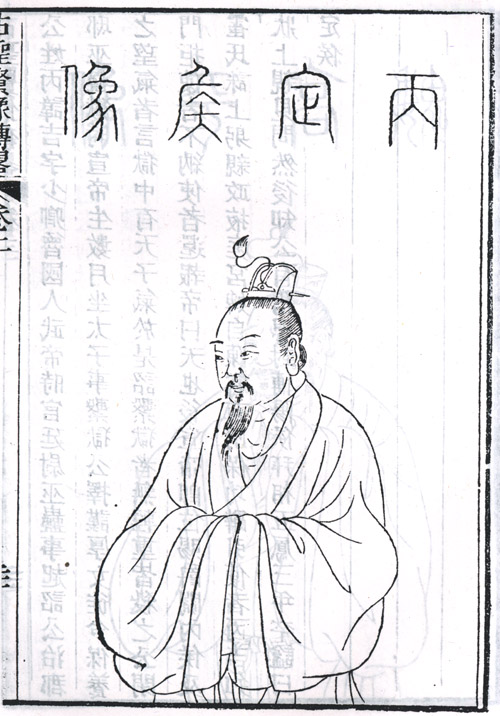
『古聖賢像伝略』

丙 吉（へい きつ、? - 紀元前55年）は、前漢の政治家。字は少卿。魯国の人。宣帝擁立の功労者として丞相の地位に昇った。

## 略歴
法律を学んで牢獄の役人となり、後に出世して首都長安で廷尉右監となった。後に、官を失い故郷に帰り州の従事をしていた。
巫蠱の禍の際に治獄使者として取調べを行ったが、その際首謀者と目された戾太子劉拠の孫の劉病已（後の宣帝）も逮捕され、丙吉が取り調べることになった。丙吉は劉病已がまだ生まれたばかりの赤ん坊であることを憐れみ、女性刑徒を乳母とし、私費で養育した。武帝が長安で獄にある者全員を処刑しようとした際には、彼は自分の担当する獄の容疑者を処刑せず、劉病已を始め多くの者が命を助けられたという。のち、恩赦が下されると彼は劉病已を劉病已の祖母の実家史氏に預けた。
その後、丙吉は大将軍霍光の下で働き頭角を現し、大将軍長史から光禄大夫給事中として朝廷に入る。
元平元年（紀元前74年）、昭帝（武帝の末子）の死後に昌邑王劉賀（武帝の孫）が後継として迎えられたが、淫乱をもってこれを廃する議が持ち上がった。この時丙吉は霍光に劉病已が健在であることを伝えて後継に立てるように勧めた。これを受けて霍光は昌邑王劉賀を廃して劉病已を新帝（宣帝）とした。
宣帝の即位後、丙吉は廃立を成功させた功績で関内侯となったが、自分が宣帝を保護したことを語ることがなかったため、それ以上の褒賞には与からなかった。
元康3年（紀元前63年）、丙吉が太子太傅から御史大夫に遷った時に、ある人が事の真相を宣帝に告げた。初めて事の次第を知った宣帝は大いに驚き、ただちに丙吉を博陽侯に封じて邑1,300戸を授けてこれを重んじるようになった。神爵3年（紀元前59年）、魏相の死去に伴って丞相に就任した。
初め法律を学んだが、後に儒学（『詩経』・『儀礼』）にも精通するようになった。このため、彼の政治は一見大らかに見えて要所を抑えたものとなった。特に人材起用に関しては、些細な過ちよりも美点をより取り上げて有能な人々を推挙することに努めた。
ある春の日に丙吉が外出をしていると、天子が使う道で人々が喧嘩をして死傷者まで出ているのを見たが、これを素通りしたにもかかわらず、まだ夏でもないのに牛が舌を出して喘いでいるのを目撃すると、この牛の持ち主に牛のことを詳しく尋ねた。このことについて部下が質問すると、丙吉は「喧嘩や殺傷事件は長安令や京兆尹の職務であり、丞相としては長安令や京兆尹の仕事を評価すれば良いのであり、喧嘩のような小事は直接関与することではないから無視した。今は春でそれほど暑いはずはないのに牛が喘いでいるのは陰陽の調和が崩れたためで異常が起こる可能性がある。陰陽を調和するのが自分の仕事であるから、このことについて質問したのだ」と答えた。この部下は彼の答えに感服したという。
後年、楊顒は諸葛亮自ら帳簿の確認を行っているの見て、その働きすぎを治国のあるべき姿である礼制を一家のあり方に例え、丙吉の例を引いて諌めた。
五鳳3年（紀元前55年）、丙吉が病に倒れると、最後に于定国・杜延年・陳万年の3名に将来の国事を任せるように宣帝に薦めてから没した（『漢書』陳万年伝によれば、陳万年は丙吉が病床にある時に見舞いに行った際、独り帰らずに心配する様子を見せ、そこで丙吉が彼を推薦したという）。その後、彼らはいずれも国家の要職に就いた。諡は定侯。